# Naturschutzgebiet Piepenbruchsiepen
Koordinaten: 51° 16′ 58,3″ N, 8° 19′ 14,2″ O
Das Naturschutzgebiet Piepenbruchsiepen mit einer Flächengröße von 7,70 ha liegt östlich von Höringhausen im Stadtgebiet von Meschede. Es wurde 2020 vom Kreistag des Hochsauerlandkreises mit dem Landschaftsplan Meschede als Naturschutzgebiet (NSG) ausgewiesen. Von 1994 bis 2020 gehörte die heutige NSG-Fläche zum Landschaftsschutzgebiet Meschede und teils zum ehemaligen Naturschutzgebiet Hockenstein.

## Gebietsbeschreibung
Das Piepenbruchsiepen liegt zwischen den 630 bis 690 m hohen Bergkuppen von Stromberg, Hockenstein und Hohem Stein. Das Siepen fällt steil bis zum etwa 200 m tiefer gelegenen Ostrand
von Höringhausen ab. Der Bach entspringt im Bereich des „Piepenbruchs“ an der Stromberg Nordflanke. Der hier leicht staunasse Boden weist noch an ein kleines Bruchwaldrelikt bei der südlichen Sickerquelle auf. Wie bei den umgebenden Wäldern liegen häufig Steinplatten und -blöcke aus Quarzit, Sand- und Tonstein im Bachbett. Der Bach hat mäandrierenden Teilstrecken bei geringerem Gefälle. Bachbegleitend sind teilweise natürliche Saumgesellschaften vorhanden. Großenteils sind die  natürliche Saumgesellschaften aber auch durch die umgebende Fichtenbestockung verdrängt. Oberhalb der nördlichen Quelle sowie am Südrand des Mittellaufs wurden naturnahe Buchenwälder denen durch Alt- und Totholzanteile in die NSG-Abgrenzung einbezogen.

## Schutzzweck
Zum Schutzzweck des NSG führt der Landschaftsplan auf: „Schutz eines Biotopmosaiks aus naturnahem Gebirgsbach mit Sickerquellen und felsenreichen Abschnitten sowie strukturreichen Hainsimsen-Buchenwäldern, denen eine (gegenüber der bewaldeten Umgebung) erhöhte Lebensraumbedeutung zukommt; Optimierung des Gewässerumfelds durch den Ersatz standortfremder Bestockungen im Randbereich; Erhaltung eines naturnahen Landschaftselements mit Gliederungsfunktion im nadelholzbetonten Naturraum der „Ramsbecker Höhen und Schluchten“.“

## Nadelholz
Auf einer Teilfläche im Osten des NSG ist weiterhin Nadelholzanbau mit einem Anteil von maximal 20 % einzelstammweise, trupp-, gruppen- oder horstweise zulässig.